# Heppner
Heppner és una població dels Estats Units i seu del comtat de Morrow a l'estat d'Oregon. Segons el cens del 2000 tenia 1.395 habitants.

## Demografia
Segons el cens del 2000, Heppner tenia 1.395 habitants, 583 habitatges, i 398 famílies. La densitat de població era de 437,9 habitants per km².
Dels 583 habitatges en un 28,8% hi vivien nens de menys de 18 anys, en un 56,6% hi vivien parelles casades, en un 7,5% dones solteres, i en un 31,7% no eren unitats familiars. En el 28,1% dels habitatges hi vivien persones soles el 14,8% de les quals corresponia a persones de 65 anys o més que vivien soles. El nombre mitjà de persones vivint en cada habitatge era de 2,36 i el nombre mitjà de persones que vivien en cada família era de 2,88.
Per edats la població es repartia de la següent manera: un 24,5% tenia menys de 18 anys, un 5,9% entre 18 i 24, un 24,3% entre 25 i 44, un 24,9% de 45 a 60 i un 20,3% 65 anys o més.
L'edat mediana era de 42 anys. Per cada 100 dones de 18 o més anys hi havia 92,9 homes.
La renda mediana per habitatge era de 33.421$ i la renda mediana per família de 42.500$. Els homes tenien una renda mediana de 37.381$ mentre que les dones 20.714$. La renda per capita de la població era de 16.729$. Aproximadament l'11,1% de les famílies i el 13,9% de la població estaven per davall del llindar de pobresa.

## Poblacions més properes
El següent diagrama mostra les poblacions més properes.